# Parliament Hill

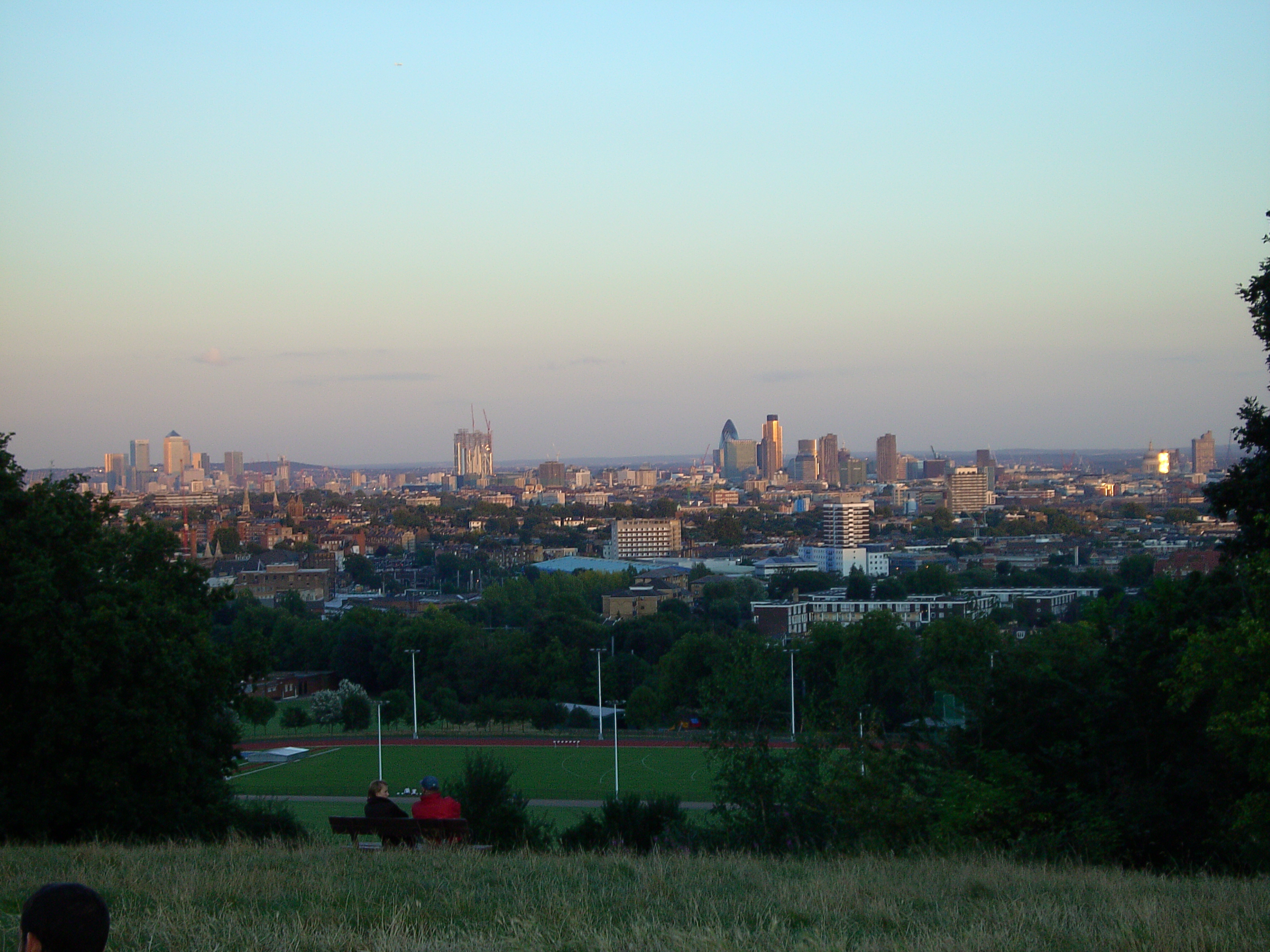
Vista sul centro di Londra dalla sommità di Parliament Hill

Parliament Hill è una collinetta sita nel nord-ovest di Londra nella zona meridionale di Hampstead Heath, entrambe aree amministrate dalla City of London Corporation. La zona est (di Highgate) è nota come Parliament Hill Fields.
Nota un tempo come Traitors' Hill, acquisì il nome attuale ai tempi della guerra civile inglese quando venne occupata dalle truppe fedeli al Parlamento Britannico. La collina non è, come il nome potrebbe suggerire, la sede del Parlamento britannico.
La collina si erge a circa 90 metri sul livello della città di Londra e da essa è possibile una visione eccellente sull'intero centro di Londra. Si riesce a scorgere facilmente il grattacielo di Canary Wharf e la City, oltre che la Cattedrale di San Paolo ed altri monumenti in un'unica visione.